# Zichy-kastély (Vajta)
A vajtai Zichy-kastély jelenleg egy egész évben nyitva tartó konferencia- és rendezvényközpontnak ad helyet.

## Története
A kastély Pollack Mihály 1815-ben elkészült tervei alapján épült meg. Akkoriban Pollack Mihályt Zichy János bízta meg a tervek elkészítéséhez. A tervek egy szőnyi kastélyhoz készültek volna, de végül már nem Pollack tervei alapján építették fel azt a kastélyt. Pollack tervei a családi archívumba kerültek. Végül az 1923-as esztendőben Zichy Aladár megbízásából Havel Lipót és Schmidt Miksa a terveket a kor kívánalmaihoz „aktualizálva” építették fel a Pollack Mihály által megtervezett kastélyt, de már Vajtán.

## Légi fotó galéria

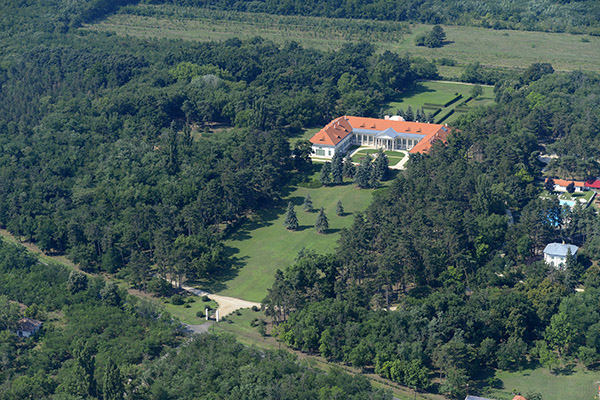
Légi felvétel, Zichy-kastély (Vajta)
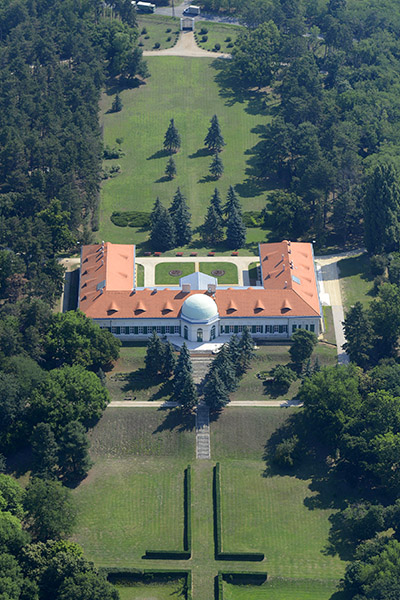
A Zichy-kastély, légi fotón
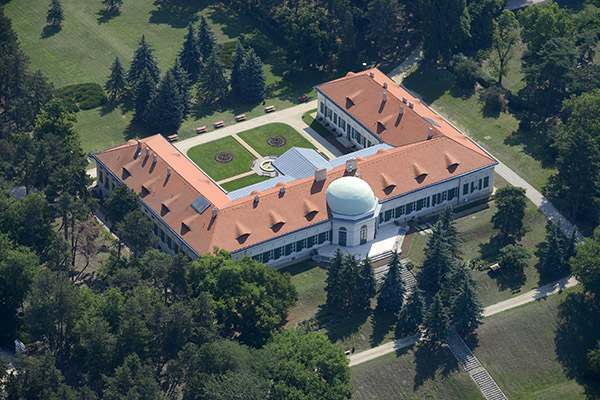
Légi felvétel, a vajtai Zichy-kastély
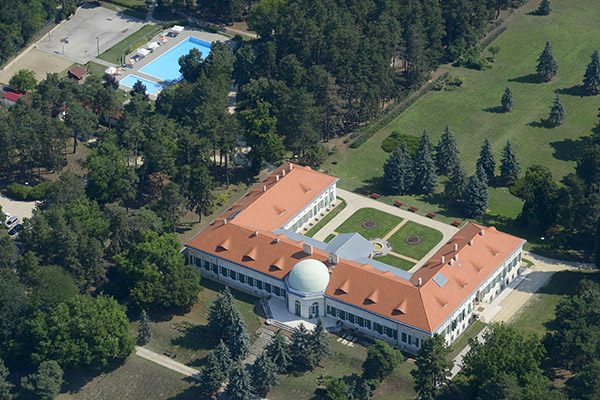
A Zichy-kastély a levegőből
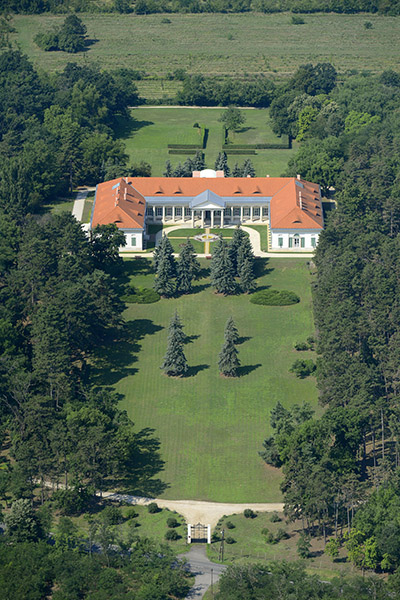
A Zichy-kastély látképe madártávlatból

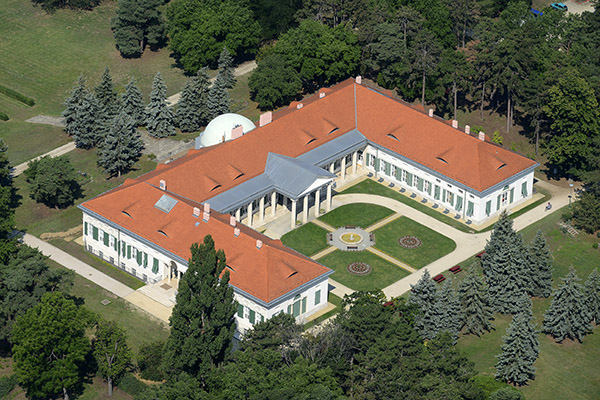
A Zichy-kastély a magasból